# Tumpok Beurandang
Tumpok Beurandang is een bestuurslaag in het regentschap Aceh Utara van de provincie Atjeh, Indonesië. Tumpok Beurandang telt 450 inwoners (volkstelling 2010).